# U-17-Fußball-Südamerikameisterschaft der Frauen 2020
Die U-17-Fußball-Südamerikameisterschaft der Frauen 2020 sollte vom 15. April bis zum 3. Mai 2020 stattfinden und war als siebte Ausgabe des Turniers geplant. Ursprünglich war die Austragung im selben Zeitraum in Venezuela geplant. Am 9. März 2020 gab die CONMEBOL die Verlegung bekannt.
Aufgrund der COVID-19-Pandemie wurde der Wettbewerb zunächst verschoben und später gänzlich abgesagt.
Der Turniersieger sowie die Zweit- und Drittplatzierten sollten sich für die U-17-Weltmeisterschaft 2020 in Indien qualifizieren, welche aufgrund der Pandemie aber auch zunächst verschoben und dann abgesagt wurde.

## Spielorte
Vorgesehen waren die Austragungen der Partien zwei Stadien ausgetragen:
- Estadio Charrúa – Montevideo – 14.000 Plätze
- Estadio Suppici – Colonia del Sacramento – 6.500 Plätze

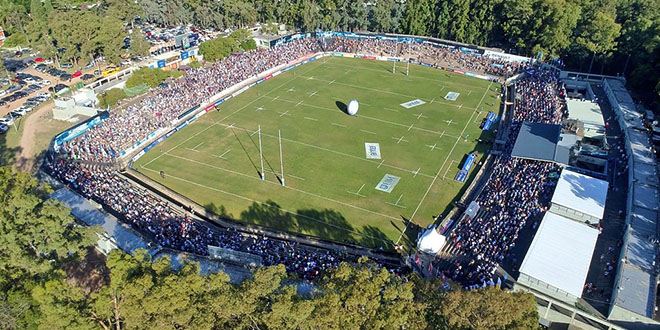
Estadio Charrúa
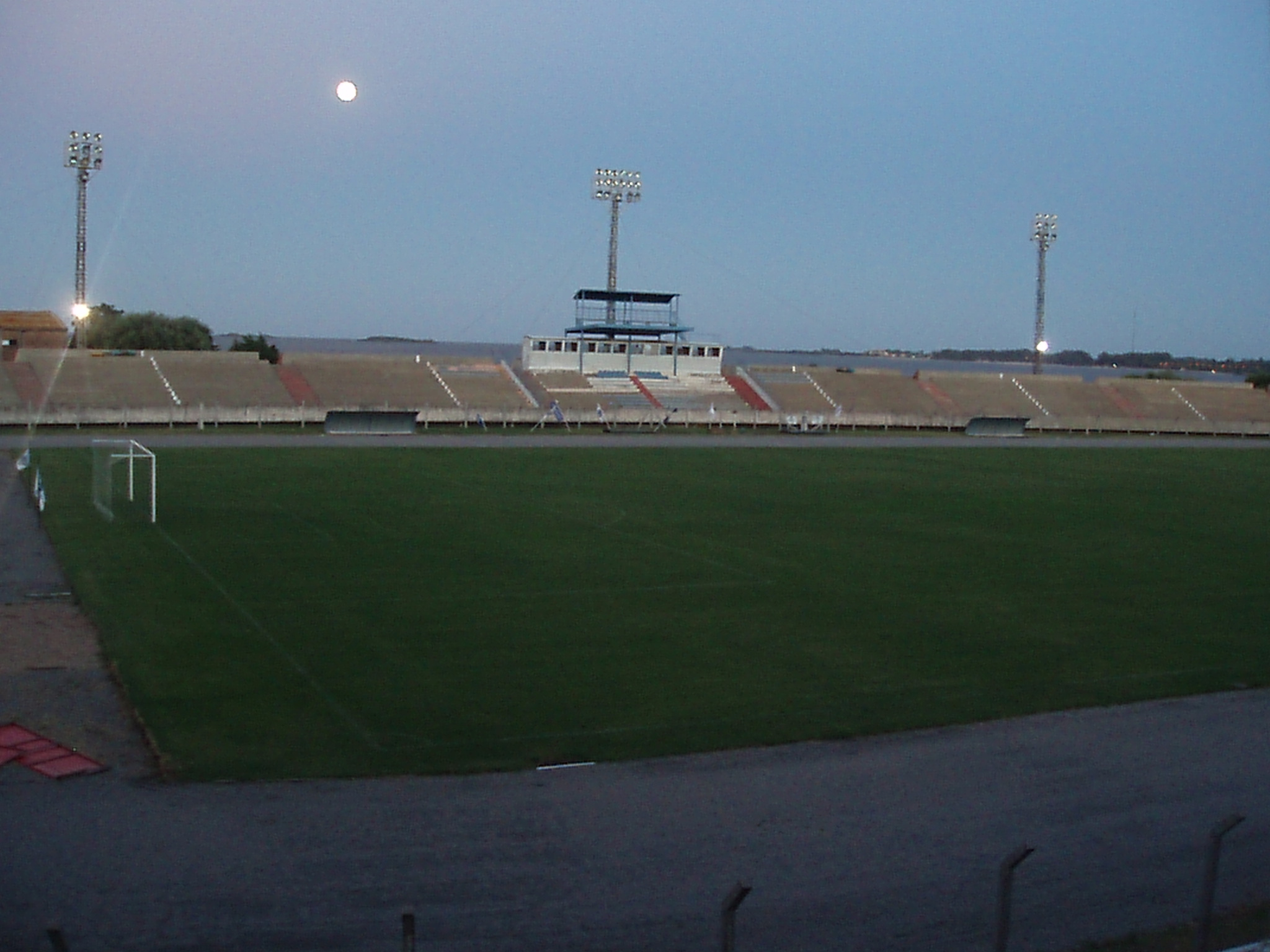
Estadio Suppici

## Modus
Es war eine Vorrunde in zwei Fünfer-Gruppen vorgesehen und eine anschließende Finalphase mit den zwei gruppenbesten Mannschaften ebenfalls im Gruppenmodus.
Als Teilnehmer waren die Nationalmannschaften Argentiniens, Boliviens, Brasiliens, Chiles, Ecuadors, Kolumbiens, Paraguays, Perus, Uruguays und Venezuelas vorgesehen.